# Katwoude
Katwoude is een dorp in de gemeente Waterland in de provincie Noord-Holland.
De plaatsnaam zou duiden op een woud van ene Kat. Het betreffende woud was moeraswoud dat ontgonnen werd en daarna langzaam bewoond werd. In 1500 komt de plaats voor als Catwoude. Het lintdorp Katwoude maakt deel uit van de polder Katwoude-Hoogedijk. Daarin liggen ook de buurtschappen Zedde en Achterdichting die tot het dorp worden gerekend, net als de rest van de polder. In Achterdichting staat de molen De Kathammer. Deze molen, ook wel de Katwoudermolen genoemd, bemaalt de polder. 
Voor 1991 was Katwoude een zelfstandige gemeente. Het was qua inwonertal de kleinste gemeente van Nederland met 236 inwoners (1990), een eigen gemeenteraad, met de raadszaal in het schoolgebouw waar ook het verenigingsgebouw en de brandweerpost gevestigd waren. De burgemeester en ambtelijke diensten werden gedeeld met de naburige stad Monnickendam. Het dorp haalde eind maart 1971 de pers toen alle inwoners een etmaal gratis mochten logeren in het nieuwe Schiphol-Frommerhotel (het huidige hotel Ibis Amsterdam Airport) in Badhoevedorp. Het was een publiciteitsstunt ter gelegenheid van de opening van het hotel, onder het motto: Een heel dorp in één hotel. Negentig procent van de Katwoudenaren ging op de uitnodiging in.

## Watersnood van 1916

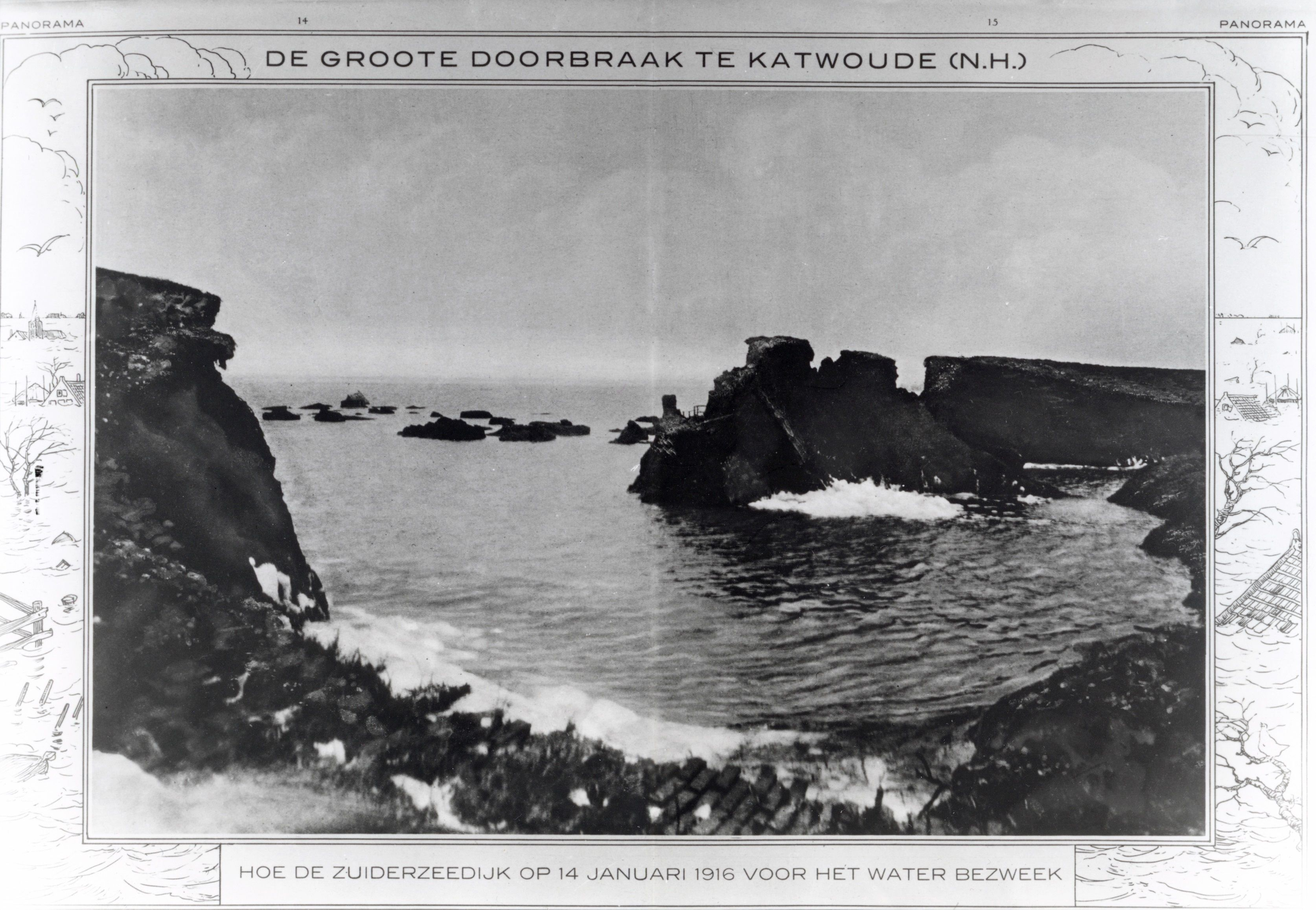
Dijkdoorbraak bij Katwoude

In de nacht van 13 op 14 januari 1916 brak de dijk die Katwoude beschermde voor de Zuiderzee door. Ook de dijken bij zuidelijker gelegen Uitdam en Durgerdam braken die nacht door. Het zorgde voor een grote watersnoodramp voor een deel van de provincie Noord-Holland.

## Bekende oud-inwoners
- Jan Jaap van der Wal, comedian
- Fons van Westerloo, journalist en mediazakenman

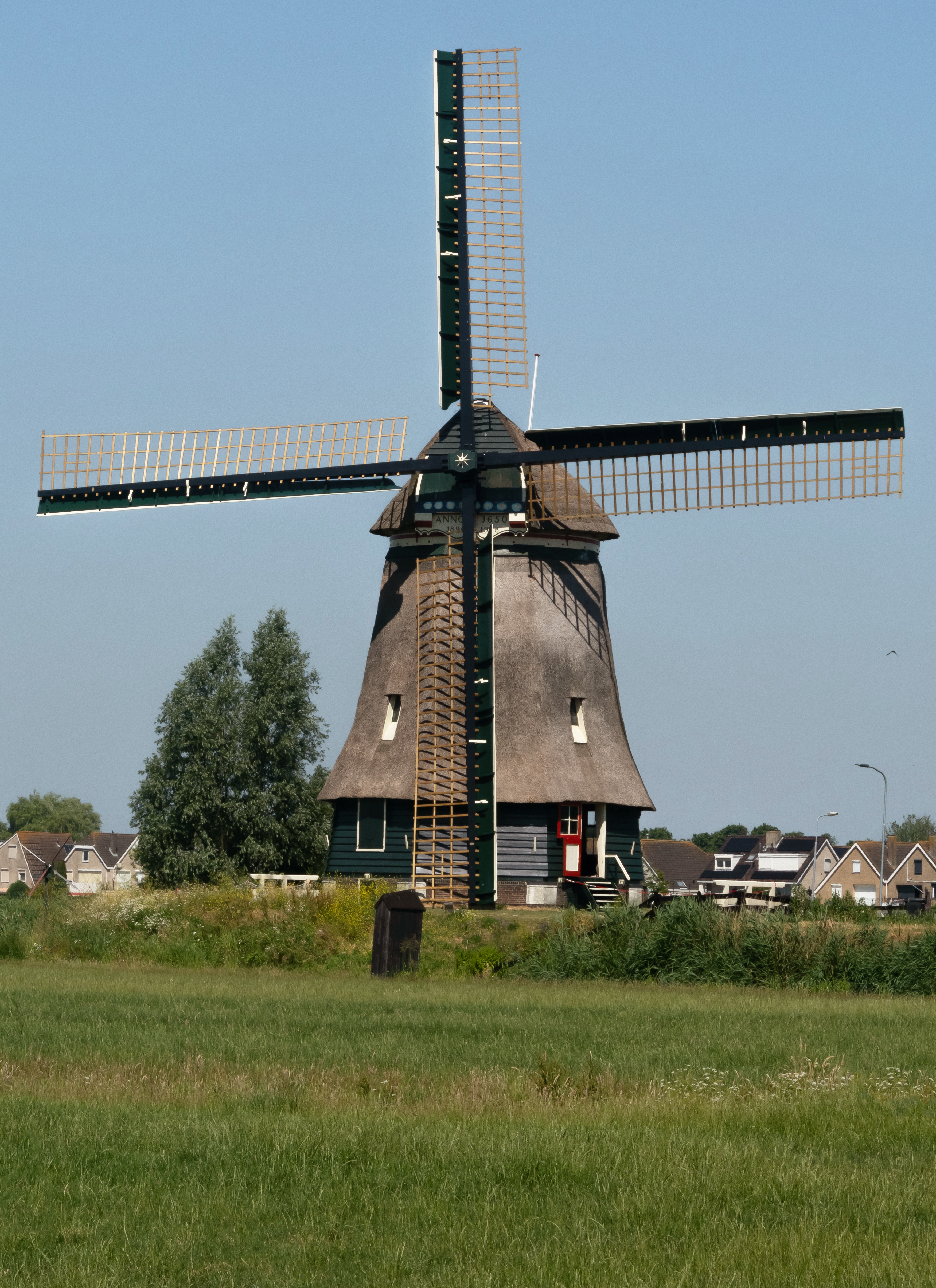
Windmolen de Kathammer
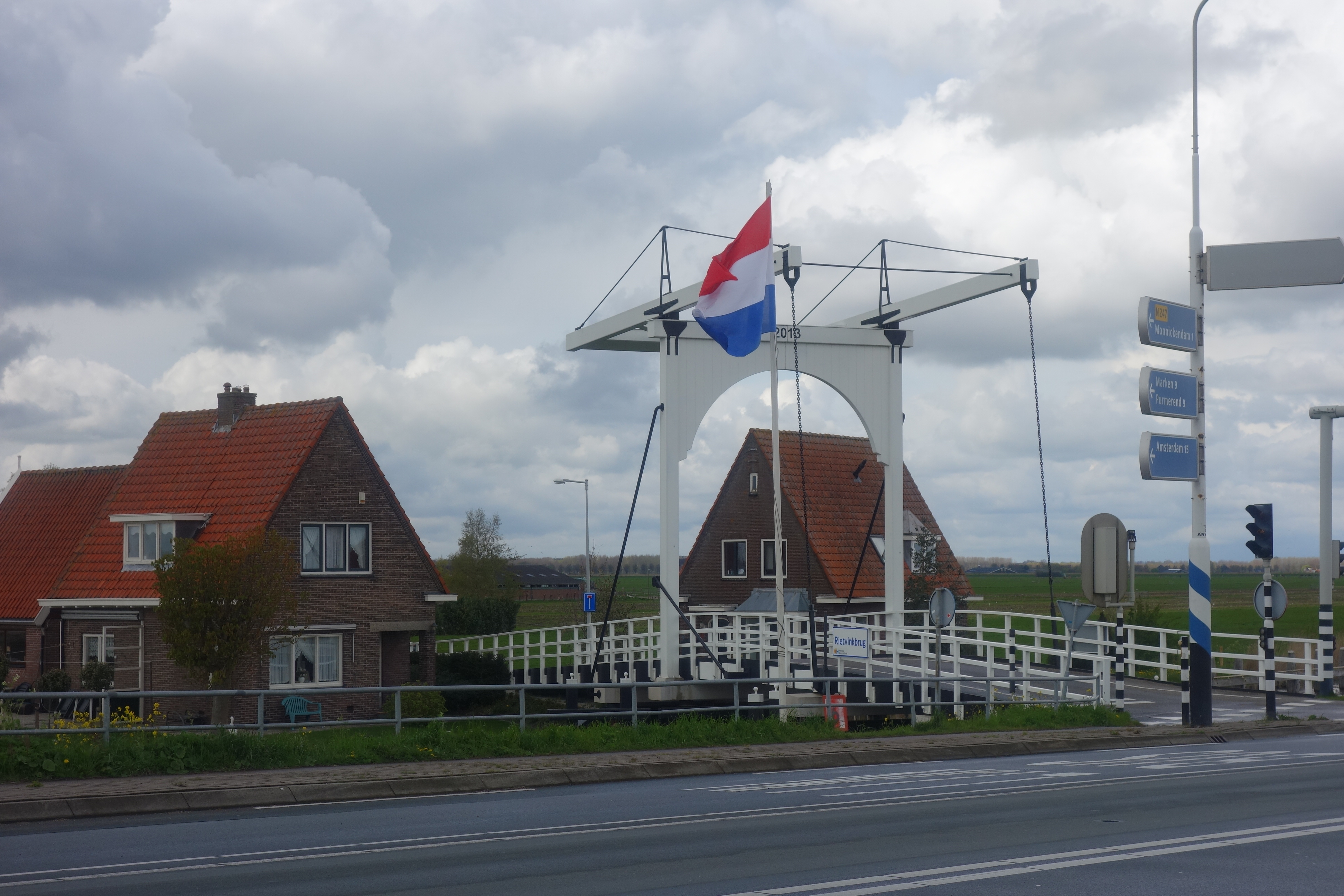
De brug naar de Lagedijk in Katwoude. Op de voorgrond de N247.
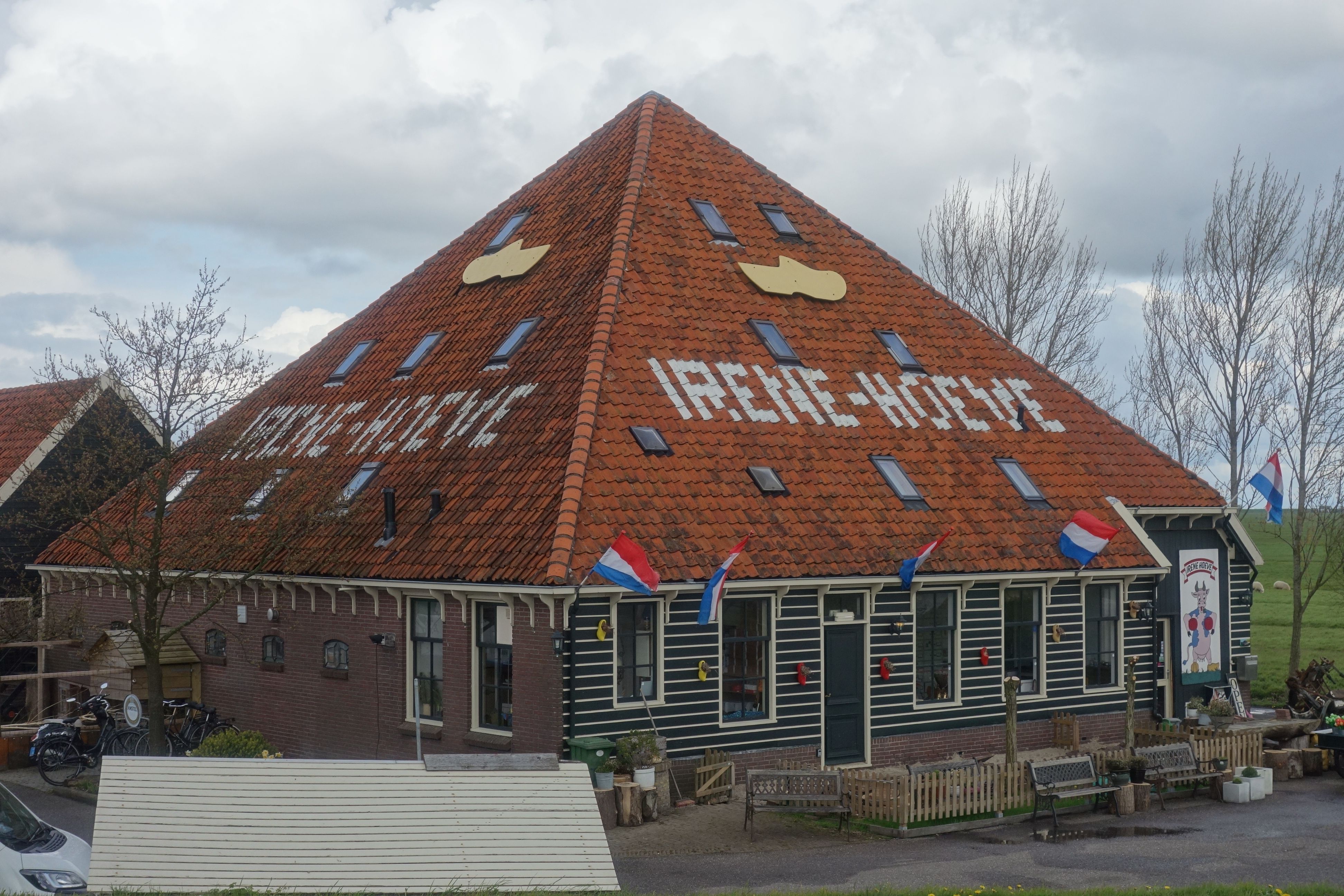
De Irene-Hoeve, een van de vier kaasboerderijen in Katwoude.
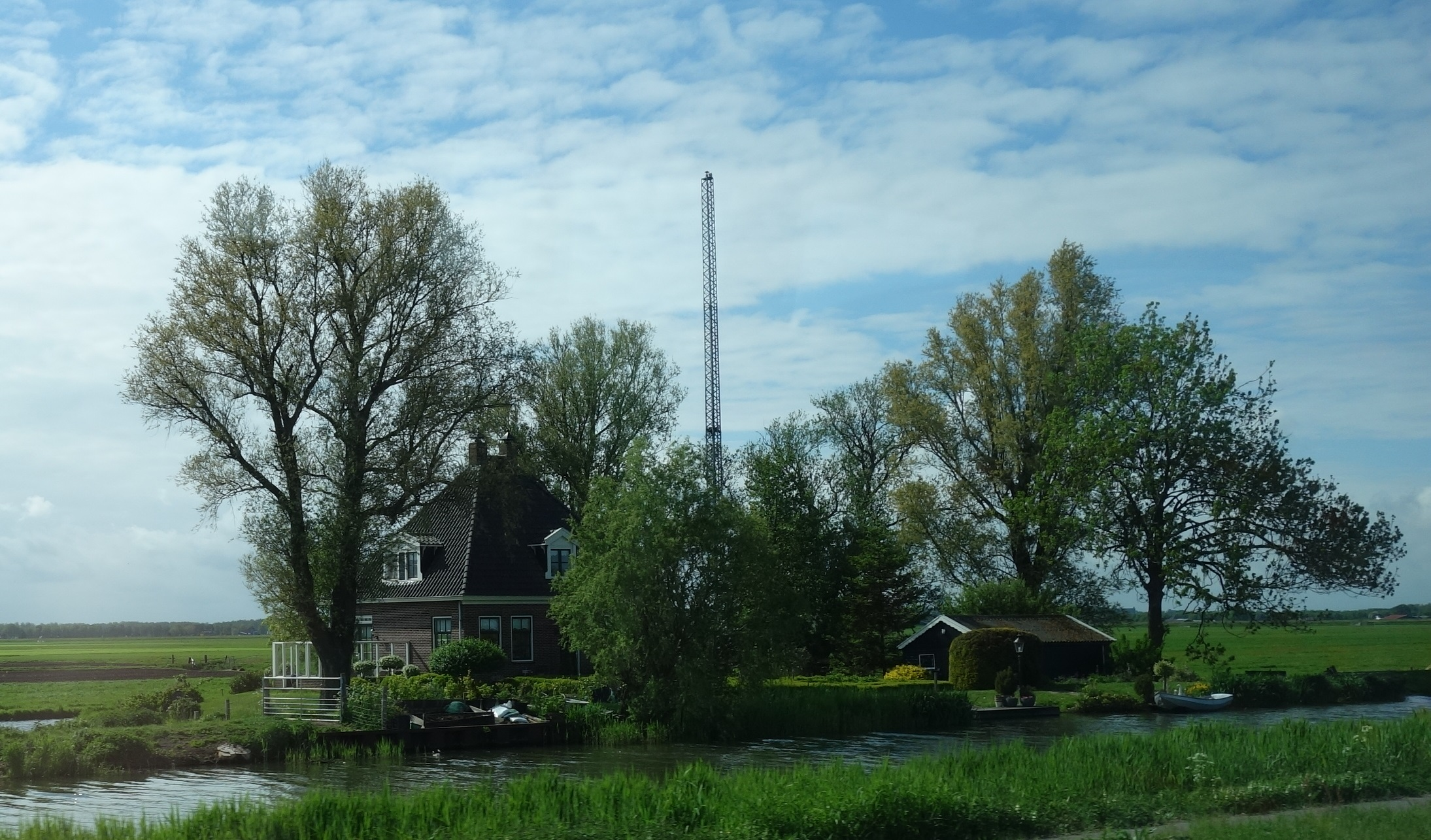
De seinmast bij Molenkade 2 is een provinciaal monument